# Ясны, Войтех
Войтех Ясны (чеш. Vojtěch Jasný; 30 ноября 1925, Кельч, Чехословакия — 15 ноября 2019, Пршеров, Чехия) — чешский кинорежиссёр и сценарист.

## Биография
Родился в городе Кельч в Моравии. Почти всю войну провёл на нацистской фабрике, работая с 18 лет на разведку антигитлеровской коалиции. Войтех Ясны окончил факультет телевидения и кино Академии музыкального искусства в Праге FAMU, где он учился на курсе операторов под руководством профессора Карла Плицки, у которого был ассистентом. Вместе со своим однокурсником Карлом Кахиня он сделал несколько интересных документальных фильмов и свой первый художественный фильм, «Все кончается сегодня» (1954). Его первым независимым фильмом стал фильм «Желание», снятый в 1958 г. Наибольший успех получил фильм «Вот придёт кот» (чеш. Až přijde kocour, 1963), завоевавший особый приз жюри Каннского фестиваля. Его последней картиной, снятой в 60-е до отъезда за границу, явилась картина «Все добрые земляки» (1968). Этот фильм также является наиболее значительным в творчестве Ясны.
После событий августа 1968 года режиссёр стал фигурой политически преследуемой, а позже уехал за границу и снимал телевизионные фильмы в Австрии, ФРГ, Югославии, а затем в США. Кроме того, он преподавал в университетах Вены, Зальцбурга, Мюнхена и Нью-Йорка.
После бархатной революции регулярно возвращался в независимую Чехию, где в 1999 снял картину «Возвращение в потерянный рай». Постоянно проживал в США, в 2011 году окончательно вернулся на родину. Автор книги воспоминаний «Жизнь и кино».

## Награды
Лучший режиссёр за фильм «Все добрые земляки» на Каннском кинофестивале, 1969 год.
Технический гран-при — специальный приз за фильм «Все добрые земляки» на Каннском кинофестивале, 1969 год.
Серебряная раковина за фильм «Ansichten eines Clowns» на фестивале в Сан-Себастьяне, 1976 год.
В 2007 был удостоен Чешского льва за пожизненный вклад в чешское кино.

## Фильмография
- 2002 — «Broken Silence» (TV — серия Ад на земле Hell on Earth)
- 2001 — Peklo na zemi
- 1999 — Возвращение в потерянный рай [Návrat ztraceného ráje]
- 1991 — Why Havel?
- 1987 — The Great Land of Small
- 1984 — Bis spatter, ich muss mich erschiessen, «Der Blinde Richter» (TV)
- 1983 — Es gibt noch Haselnuß-Sträucher (TV)
- 1981 — Мы [Wir]
- 1980 — Gospodjica (TV), Die Einfälle der heiligen Klara (TV)
- 1978 — Die Freiheiten der Langeweile (TV)
- 1977 — Fairy (TV), Mein seliger Onkel, Die Rückkehr des alten Herrn
- 1976 — Alexander März (TV), Attempted Flight [Fluchtversuch], The Clown (Ansichten eines Clowns), Bäume, Vögel und Menschen (TV), Ernst Fuchs
- 1975 — Des Pudels Kern (TV)
- 1974 — Der Kulterer, Frühlingsfluten
- 1972 — Der Leuchtturm (TV), Nasrin oder Die Kunst zu träumen (TV)
- 1970 — Nicht nur zur Weihnachtszeit (TV)
- 1969 — Почему я тебя люблю [Warum ich Dich liebe] (TV), Чешская рапсодия [Ceská rapsodie]
- 1968 — Все добрые земляки [Všichni dobří rodáci]
- 1966 — Трубки [Dýmky]
- 1963 — Вот придёт кот [Až přijde kocour]
- 1961 — Паломничество к деве Марии [Procesí k panence]
- 1960 — Я пережил свою смерть [Přežil jsem svou smrt]
- 1958 — Желание (Touha)
- 1957 — Сентябрьские ночи [Zářijové noci]
- 1957 — Нерешительный стрелок Váhavý střelec
- 1956 — Возможность [Příležitost]
- 1955 — Без страха [Bez obav]
- 1954 — Все кончается сегодня [Dnes večer všechno skončí], Старая китайская опера [Stará čínská opera], Из китайского блокнота [Z čínského zápisníku]
- 1953 — Lidé jednoho srdce
- 1952 — Neobyčejná léta
- 1950 — Není stále zamračeno, They Know What to Do [Vědeli si rady], Za život radostný